# والتر سيغفريد
والتر سيغفريد (21 مارس 1919 – 21 أبريل 2002) هو ملاكم سويسري راحل، مثّل بلاده في الألعاب الأولمبية الصيفية 1936.

## روابط خارجية
والتر سيغفريد على موقع أوليمبيديا (الإنجليزية)